# لشکر صد و سیزدهم پیاده‌نظام (ورماخت)
لشکر صد و سیزدهم پیاده‌نظام (به آلمانی: 113. Infanterie-Division) یکی از لشکرهای پیاده‌نظام نیروی زمینی آلمان در دوره رایش سوم بود که در سال ۱۹۴۰ تشکیل شد و در جنگ جهانی دوم به عملیات پرداخت. این لشکر در نبرد استالینگراد شرکت داشت.

## فرماندهان
- ارنست گونتسل (۱۰ دسامبر ۱۹۴۰ - ۴ ژوئن ۱۹۴۱)
- فریدریش زیکولف (۴ ژوئن ۱۹۴۱ - ۱۰ می ۱۹۴۲)
- هانس-هاینریش زیکست فون آرنیم (۱۰ می ۱۹۴۲ - ۲۰ ژانویه ۱۹۴۳)
- فریدریش-ویلهلم پروتر (۱۵ مارس - ۲۵ نوامبر ۱۹۴۳)